# Vedevåg
Vedevåg est une localité de Suède dans la commune de Lindesberg située dans le comté d'Örebro.
Sa population était de 688 habitants en 2019.